# Clément Akpa
Clément Akpa (* 24. listopadu 2001) je profesionální fotbalista z Pobřeží slonoviny, který hraje na pozici levého obránce za francouzský klub AJ Auxerre. Narodil se ve Francii, ale hraje za národní tým Pobřeží slonoviny.

## Kariéra
Akpa je produktem mládežnických akademií US Vandoeuvre, Montrouge FC a FC Metz. Svoji seniorskou kariéru zahájil v rezervním týmu Mét v roce 2019. Dne 31. května 2021 přestoupil do rezervního týmu Auxerre. Dne 3. června 2022 podepsal svou první profesionální smlouvu s Auxerre na 2 sezóny. Dne 6. července 2022 odešel na roční hostování do Orléans v Championnat National. Dne 11. června 2023 prodloužil smlouvu s Auxerre do roku 2026 a byl povýšen do jejich seniorského týmu pro sezónu 2022/23.

## Osobní život
Akpa se narodil ve Francii a má původ v Pobřeží slonoviny.

## Úspěchy
Auxerre
- Ligue 2: 2023/24